# Канэко, Масааки
Масааки Канэко (яп. 金子 正明 Канэко Масааки, род. 8.7.1940); префектура Тотиги, Япония — японский борец вольного стиля, чемпион Олимпийских игр, чемпион Азиатских игр, двукратный чемпион мира

## Биография
Занимался борьбой с школы в Асахикаве, затем во время обучения в Университете Хоккайдо.
В 1966 году стал чемпионом мира и победил на Азиатских играх, в 1967 году подтвердил звание чемпионома мира.
На Летних Олимпийских играх 1968 года в Мехико боролся в категории до 63 килограммов (полулёгкий вес). Выбывание из турнира проходило по мере накопления штрафных баллов. За чистую победу штрафные баллы не начислялись, за победу за явным преимуществом начислялось 0,5 штрафных балла, за победу по очкам 1 штрафной балл, за ничью 2 или 2,5 штрафных балла, за поражение по очкам 3 балла, поражение за явным преимуществом 3,5 балла, чистое поражение — 4 балла. Если борец набирал 6 или более штрафных баллов, он выбывал из турнира.
Титул оспаривали 23 человека. Со своим главным конкурентом, болгарином Тодоровым, Масааки Канэко встретился в седьмом круге, и, поскольку японский борец опережал болгарина по штрафным баллам, его устраивала и ничья. В финальной схватке Масааки Канэко одолел быстрого иранца Аббаси и стал чемпионом олимпийских игр.
| Круг  | Соперник               | Страна                   | Результат | Основание                                    | Время схватки |
| ----- | ---------------------- | ------------------------ | --------- | -------------------------------------------- | ------------- |
| 1     | Габриэль Руз           | Мексика                  | Победа    | Туше (0 штрафных баллов)                     | 2:47          |
| 2     | Онесимо Руфино         | Доминиканская Республика | Победа    | По очкам (1 штрафной балл)                   |               |
| 3     | Цедендамбин Натсагдорж | Монголия                 | Победа    | За явным преимуществом (0,5 штрафных баллов) |               |
| 4     | Чхве Джон Хёк          | Республика Корея         | Победа    | Туше (0 штрафных баллов)                     | 5:31          |
| 5     | Петре Коман            | Румыния                  | Победа    | По очкам (1 штрафной балл)                   |               |
| 6     | -                      | -                        | -         | -                                            | -             |
| 7     | Еню Тодоров            | Болгария                 | Ничья     | (2 штрафных балла)                           | -             |
| Финал | Шамседдин Сейед Аббаси | Иран                     | Победа    | По очкам (1 штрафной балл)                   | -             |

Член Зала Славы Борьбы FILA.
Окончил университет Сэнсю, служил офицером в Силах самообороны Японии.